# Stan Winston
Stanley "Stan" Winston (7 tháng 4 năm 1946 – 15 tháng 6 năm 2008) là một nhà sáng tạo hiệu ứng hóa trang đặc biệt điện ảnh và truyền hình người Mỹ. Ông nổi tiếng nhất với các tác phẩm của mình trong loạt phim Kẻ hủy diệt, ba phim điện ảnh đầu tiên của Jurassic Park, Aliens, hai phim đầu tiên của Predator, Inspector Gadget, Người Sắt và Edward Scissorhands. Trong sự nghiệp ông từng giành bốn giải Oscar.
Winston thường cộng tác với đạo diễn James Cameron; ông cũng là chủ sở hữu một vài xưởng phim hiệu ứng như Stan Winston Digital. Những lĩnh vực chuyên môn chính làm nên tên tuổi của Winston là hóa trang, hiệu ứng múa rối và thực, nhưng gần đây ông cũng mở rộng xưởng phim của mình để hoàn thiện hiệu ứng kĩ thuật số.